# 河南省司法厅
河南省司法厅是河南省人民政府的组成部门、主管河南省司法行政工作的省级司法行政机关。